# Svatyně Las Lajas

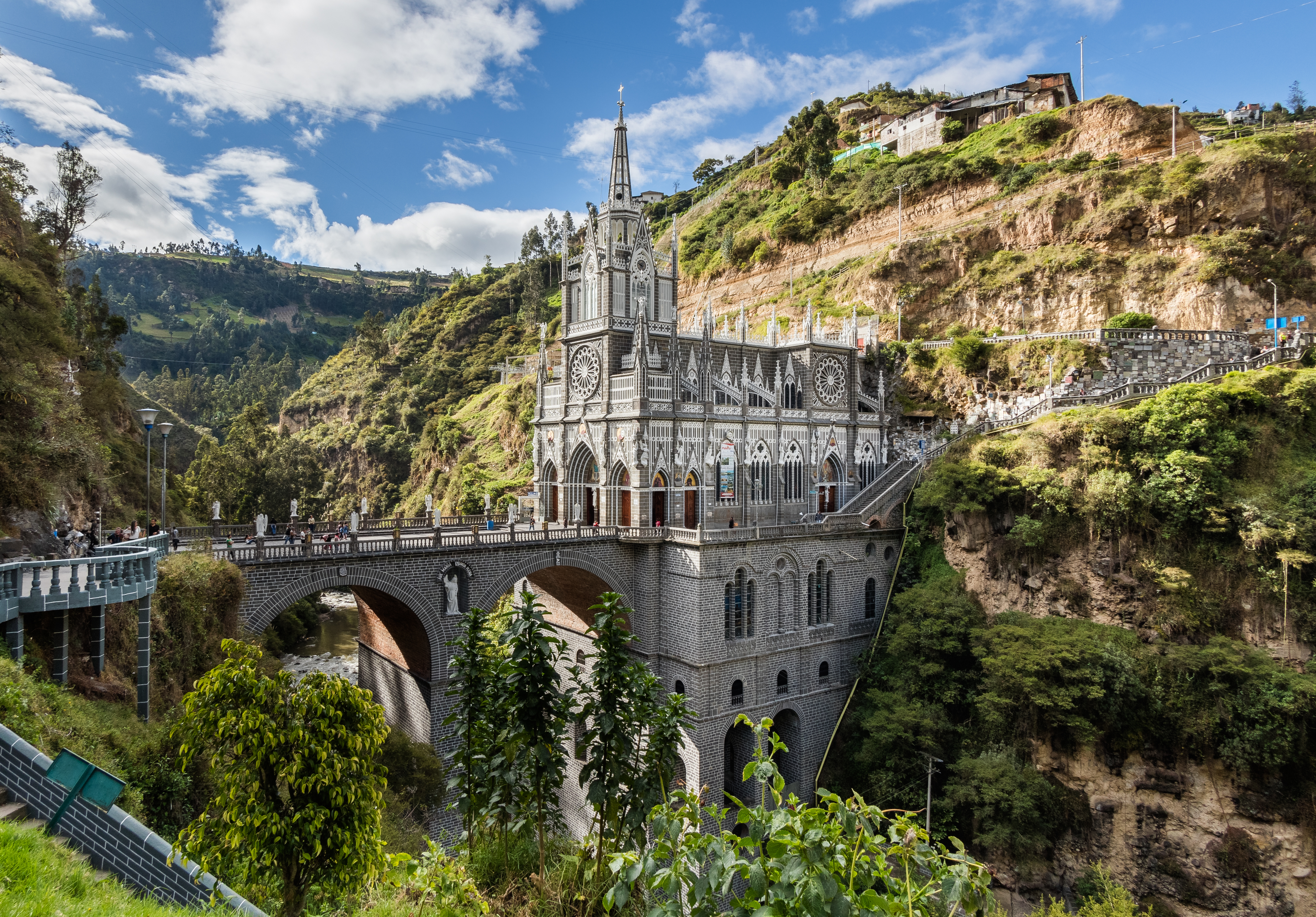
Bazilika Las Lajas

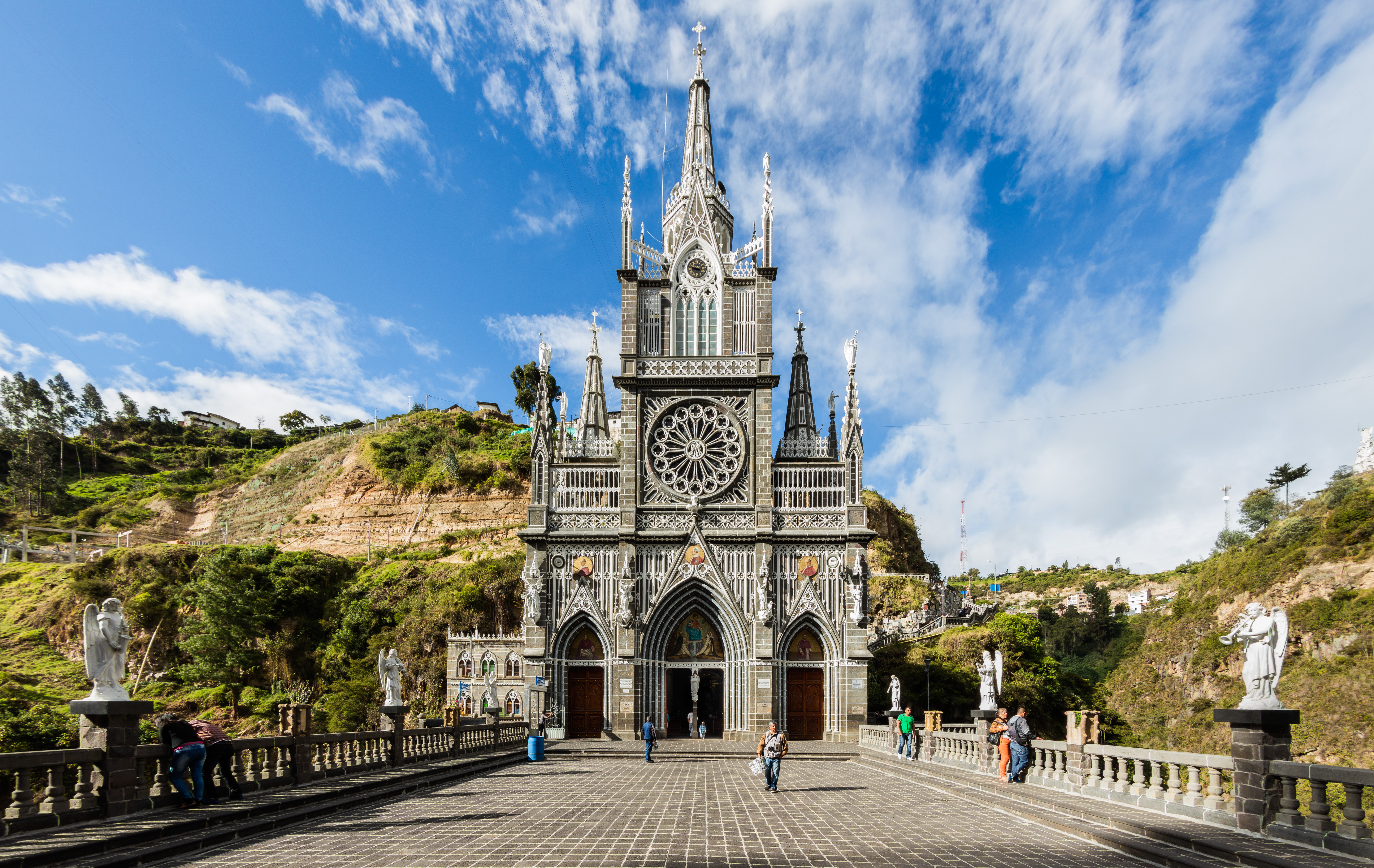

Svatyně Panny Marie z Las Lajas (španělsky Basílica Santuario Nacional de Nuestra Señora de las Lajas) je bazilika minor a poutní místo na jihu Kolumbie u hranic s Ekvádorem.
Svatyně Panny Marie z Las Lajas je od 18. století cílem poutních cest i turismu. Pravděpodobně nejstarší písemný zápis o existenci svatyně uvádí španělský františkán Juan de Santa Gertrudis (1724–1799) v Knize 3, části 2 svých čtyřdílných zápisků z cest po jižní části místokrálovství Nová Granada, které podnikl v letech 1756–1764.
Na místě stávala od roku 1803 kaplička, současný neogotický kostel byl vybudován v období 1916–1949 z příspěvků místních návštěvníků bohoslužeb. Tyčí se do výše 100 m nade dnem kaňonu řeky Guáitara a s protější stranou kaňonu je spojen 50 metrů vysokým mostem. 